# Ichthyosauromorpha
Gli ittiosauromorfi (Ichthyosauromorpha) sono un clade di rettili acquatici estinti, vissuti tra il Triassico inferiore e il Cretaceo superiore (circa 250 - 100 milioni di anni fa). Comprendono gli Hupehsuchia e gli ittiosauriformi (tra cui Cartorhynchus, Utatsusaurus, Chaohusaurus, Grippia e i ben noti ittiosauri).

## Definizione
Secondo uno studio di Motani e colleghi (2014) gli ittiosauromorfi comprendono l'ultimo antenato comune di Ichthyosaurus communis e Hupehsuchus nanchangensis, e tutti i loro discendenti. Essi sono caratterizzati da: presenza di flange anteriori dell'omero e del radio; ampiezza distale dell'ulna uguale o maggiore dell'ampiezza prossimale; zampa anteriore più lunga o quasi uguale alla zampa posteriore; lunghezza della mano di almeno tre quarti della lunghezza di stilopodio e zeugopodio combinati; fibula che si estende postassialmente rispetto al femore; processo trasverso dell'arco neurale estremamente breve o assente.

## Filogenesi
La struttura filogenetica interna del clade Ichthyosauromorpha è mostrata di seguito (Motani et al., 2014):
|                    | Hupehsuchia                                                       |
|                    |                                                                   |
| Ichthyosauriformes | \| \| Cartorhynchus \| \| \| \| \| \| Ichthyopterygia \| \| \| \| |
|                    | \| \| Cartorhynchus \| \| \| \| \| \| Ichthyopterygia \| \| \| \| |
|                    | Cartorhynchus                                                     |
|                    |                                                                   |
|                    | Ichthyopterygia                                                   |
|                    |                                                                   |

|  | Cartorhynchus   |
|  |                 |
|  | Ichthyopterygia |
|  |                 |